# Батарея A27

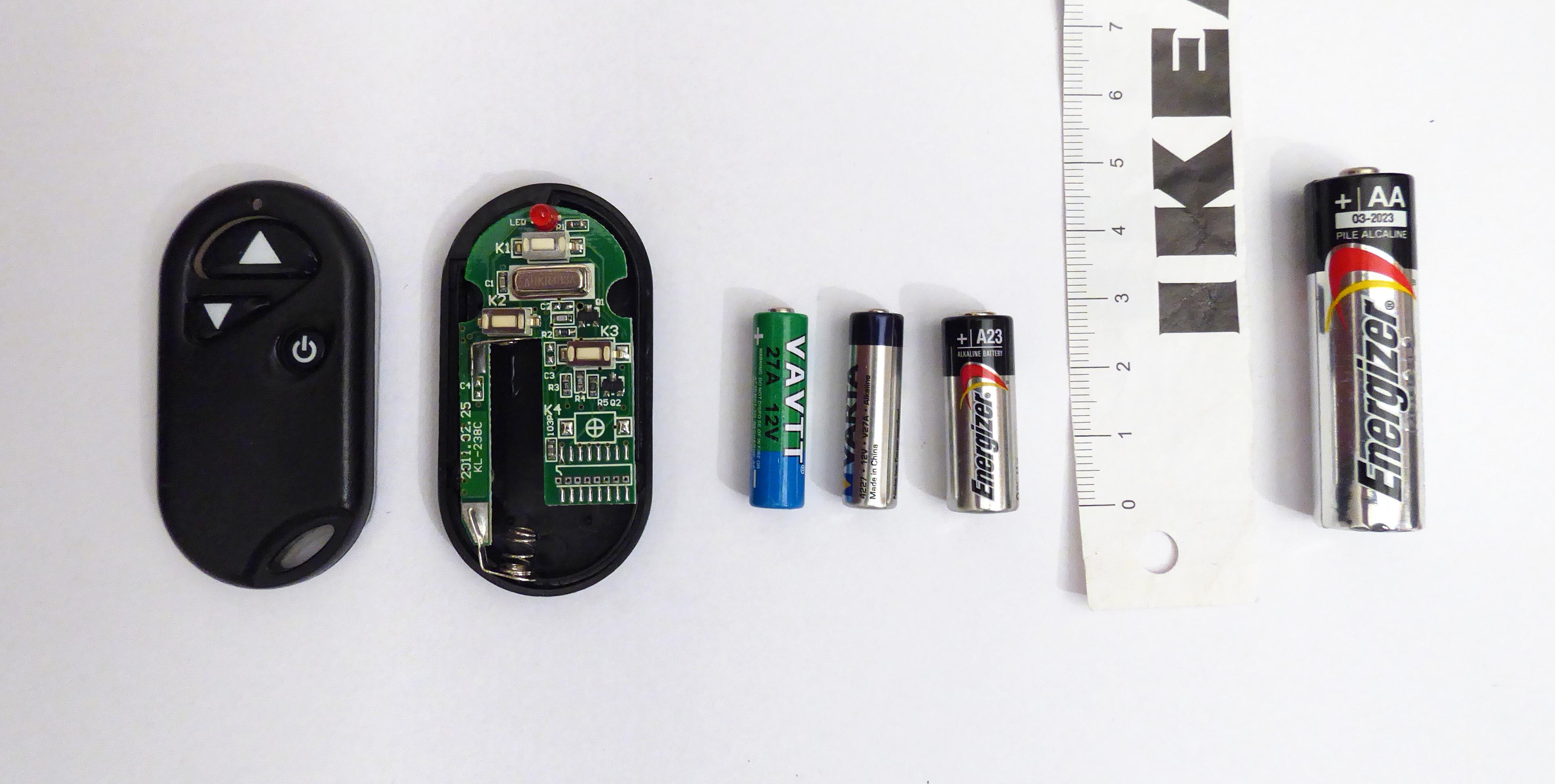
Дві батарейки A27 із батарейкою A23 і AA для порівняння, ліворуч - пульт дистанційного керування, який використовує таку батарейку.

Батарея A27 (також відома як GP27A, MN27(8LR732), L828, 27A, V27A, A27BP, G27A) — це типорозмір гальванічних джерел живлення, що використовується в маленьких пультах керування і сигаретних запальничках.
Батарея циліндрична, 28.2 мм довжиною і 8,0 мм в діаметрі, з типовою вагою 4.4 грама, та типовою ємністю близько 20 мА. Батарея А27 зібрана з 8 елементів (зазвичай лужних або алкалайнових елементів LR732  або LR632). Вона має номінальну напругу 12 В. Цим вона схожа на батарею А23, з майже такою ж довжиною і тією ж номінальною напругою, але тонша. 